# El caso de la viuda Lafarge

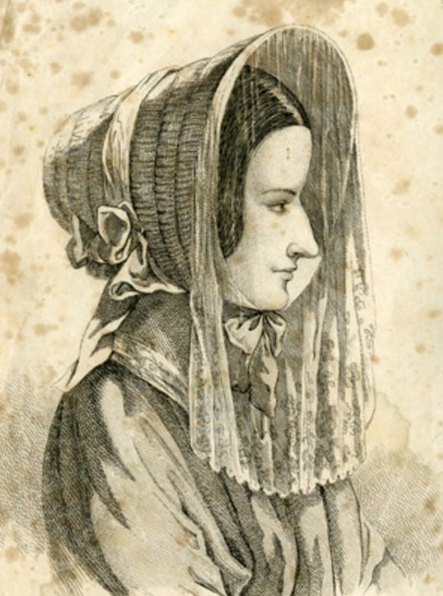
La viuda Lafarge.

El caso de la viuda Lafarge es una obra de Alejandro Dumas (padre), que fue publicada como una serie en el diario Le Mouquetaire en 1866 con el título: Recuerdos íntimos de Marie Cappelle y como libro, por primera vez en Francia por la editorial Pygmalion, gracias a la recopilación y edición de Claude Schopp.
Dumas nos narra la vida de Marie Cappelle, en otros tiempos Madame Lafarge, una señora de origen monárquico, que fue juzgada en Francia por la muerte por envenenamiento de su esposo y hallada culpable, en un juicio muy nombrado en aquella época.
El autor hace referencia a todo su proceso de cautiverio y sus condiciones en prisión, que distaban mucho de su vida cómoda de otros tiempos. Dumas se identifica con su "heroína" y publica sus cartas desde la prisión con todas sus intimidades, en ocasiones con exceso de páginas prestadas a este tema, que hacen de esta obra sólo una curiosidad para los apasionados de Alejandro Dumas, sin aportar mucho a su larga lista de libros publicados.
Quizás lo que motivó a Dumas a escribir esta serie fue que la protagonista nació en un poblado cercano a Villers-Cotterets, su pueblo natal, y que era descendiente de la familia del duque de Orleans. Otros afirman que el autor se aprovechó de la publicidad de este caso en Francia, para publicar una serie con buenos aportes financieros.